# Seppo Keskinarkaus
Seppo Keskinarkaus, född den 29 september 1949 i Rovaniemi, är en finländsk orienterare som tog silver i stafett vid VM 1979.